# Принія річкова
Принія річкова (Prinia fluviatilis) — вид горобцеподібних птахів родини тамікових (Cisticolidae). Мешкає в Західній і Центральній Африці.

## Поширення і екологія
Річкові принії мешкають в дельті річки Сенегал в Сенегалі і Мавританії, в долині річки Нігер в Нігері і Малі, в долині річки Камадугу-Йобе і біля озера Чад в Чаді, в долині річки Шарі в Камеруні. Імовірно, річкові принії мешкають і в інших районах Західної і Центральної Африки. Вони живуть на болотах, в прирічкових очеретяних заростях. В Сенегалі птах живе в солончаках, у заростях Tamarix senegalensis.